# Schlotheimia appunii
Schlotheimia appunii är en bladmossart som beskrevs av C. Müller 1897. Schlotheimia appunii ingår i släktet Schlotheimia och familjen Orthotrichaceae. Inga underarter finns listade i Catalogue of Life.